# Maurice Kraitchik
Maurice Borissovich Kraitchik (em russo:  Морис Борисович Крайчик; Minsk, 21 de abril de 1882 – Bruxelas, 19 de agosto de 1957) foi um matemático belga nascido na Rússia, conhecido por suas contribuições à matemática recreativa e que trabalhou com teoria dos números.

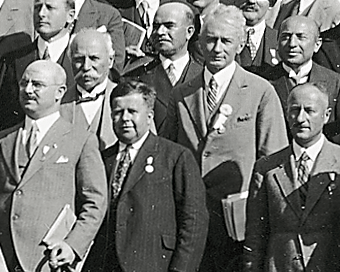
Maurice Kraitchik (centro da fila superior, olhando para a esquerda) no Congresso Internacional de Matemáticos em Zurique, 1932

Kraitchik nasceu na Rússia, onde completou o ensino médio em 1903, mas não pode iniciar o estudo universitário devido a restrições ao estudo impostas a judeus. Tencionava estudar matemática na França, mas deteve-se no percurso de sua viagem em Liège, onde soube que poderia estudar matemática, contando que tivesse sucesso na prova de admissão. Apesar de conhecimento precário em francês foi admitido. Completou sua formação universitária como engenheiro eletricista na Universidade de Liège em 1910. Durante a Primeira Guerra Mundial não pode retornar para a Rússia, iniciando a trabalhar na Sofina (Société Financière de Transports et d'Entreprises Industrielles), onde permaneceu até aposentar-se em 1948. Obteve um doutorado em matemática em 1923 na Université Libre de Bruxelles.
Kraitchik escreveu livros sobre matemática recreativa e teoria dos números. De 1931 a 1939 foi editor do periódico de matemática recreativa "Sphinx" (Revue mensuelle des questions récréatives). Em 1935 organizou em Bruxelas o primeiro congresso internacional sobre matemática recreativa, ao qual seguiu em Paris o segundo congresso. Durante a Segunda Guerra Mundial (1941 a 1946) foi para os Estados Unidos, onde foi professor associado da New School for Social Research lecionando sobre matemática recreativa. Retornou depois para a Bélgica.
Kraitchik aprimorou em 1926 o procedimento de fatoração de Pierre de Fermat, que foi expandido depois por Carl Pomerance no crivo quadrático.
Kraitchik foi palestrante convidado do Congresso Internacional de Matemáticos em Oslo (1936).

## Obras
- Théorie des Nombres, Gauthier-Villars, Paris 1926, 1947 (2 Bände).
- Recherches sur la théorie des nombres I, II, Gauthier-Villars, Paris 1924, 1929
- Alignment Charts - construction and use, Van Nostrand, New York 1944
- La mathématique des jeux ou Récréations mathématiques, Paris: Vuibert, Brüssel Imprimerie Stevens Frères, 1930, 2. Auflage Brüssel 1953
- Mathematical recreations, George Allen & Unwin Ltd, London 1944, 2. Auflage 1953 und Dover, New York 1953, 2006.
- Introduction a la théorie des nombres, Gauthier-Villars, 1952
- Financial graphic tables, D. Nutt, London/G. E. Stechert, New York 1939